# Santa Rita do Sapucaí
Santa Rita do Sapucaí là một đô thị thuộc bang Minas Gerais, Brasil. Đô thị này có diện tích 350,874 km², dân số năm 2007 là 35724 người, mật độ 99,5 người/km².